# Lamasba
Lamasba (łac. Diocesis Lamasbensis) – stolica historycznej diecezji w Cesarstwie rzymskim w prowincji Numidia zlikwidowana w VII w. podczas ekspansji islamskiej, współcześnie w północnej Algierii. Obecnie katolickie biskupstwo tytularne. 

## Biskupi tytularni
| Lp. | Biskup                       | Funkcja                                        | Od                   | Do               |
| --- | ---------------------------- | ---------------------------------------------- | -------------------- | ---------------- |
| 1   | Paul Francis Tanner          | sekretarz generalny Konferencji Episkopatu USA | 18 października 1965 | 15 lutego 1968   |
| 2   | Wolfgang Große               | biskup pomocniczy Essen (Niemcy)               | 12 października 1968 | 15 lutego 2001   |
| 3   | Vincent Rizzotto             | biskup pomocniczy Galveston-Houston (USA)      | 22 czerwca 2001      | 17 stycznia 2021 |
| 4   | Francisco Figueroa Cervantes | biskup pomocniczy Zamory (Meksyk)              | 29 maja 2021         |                  |